# Испанская республиканская авиация

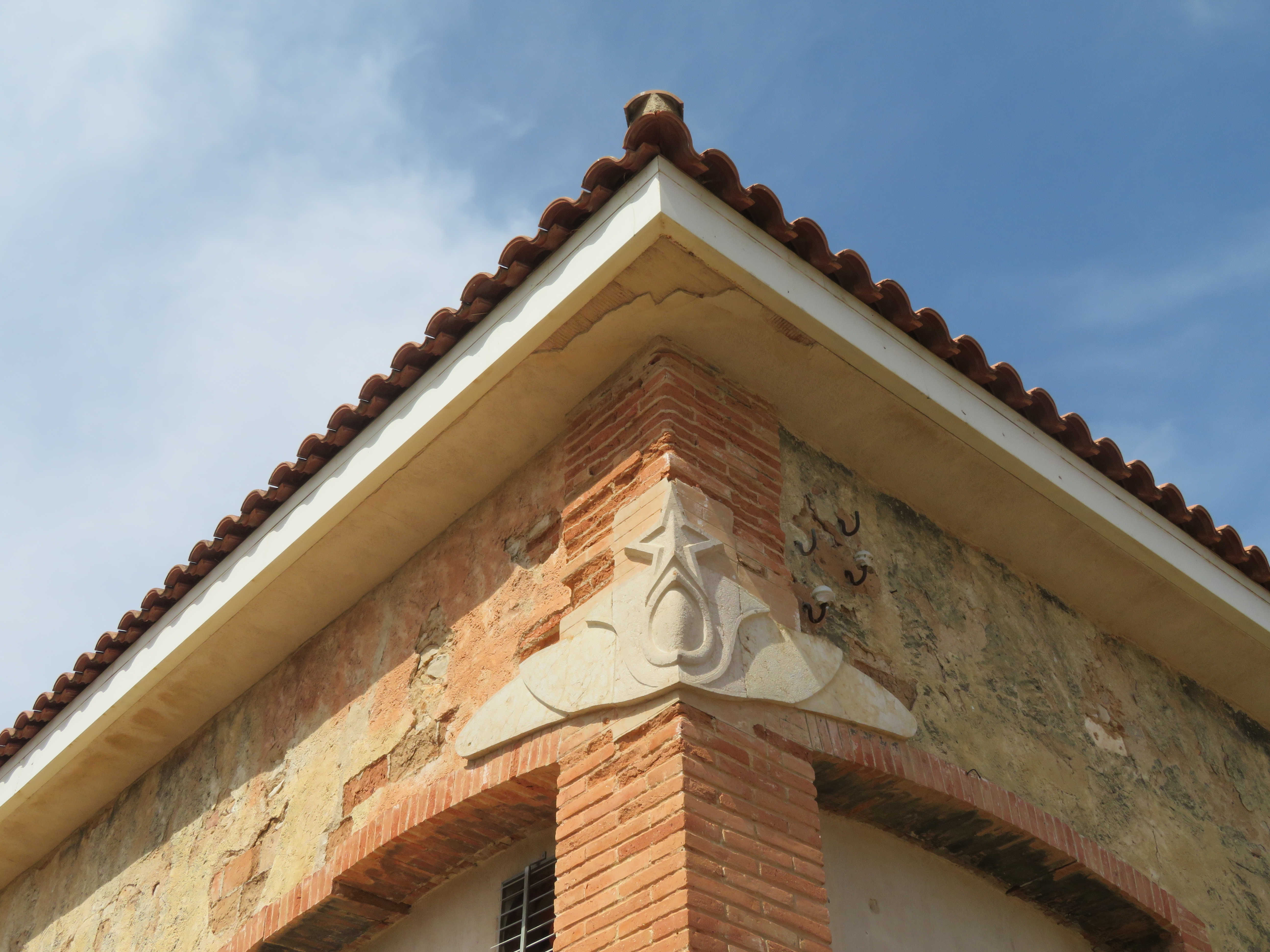
Испанская республиканская авиация, Аэродром Ла-Сения, Испания

Испанская республиканская авиация (исп. Fuerzas Aéreas de la República Española, (FARE)), — один из видов вооружённых сил Второй Испанской Республики во время Гражданской войны в Испании 1936—1939 годов.

## История
Созданные в марте 1911 года ВВС Испании (Aeronáutica militar Española) во время гражданской войны 1936—1939 разделились на параллельно существовали ВВС Испанской Республики (Fuerzas Aéreas de la República Española) и Национальную авиацию (Aviación Nacional) мятежников, которые после победы франкистов были 9 ноября 1939 года вновь объединены в единые Военно-воздушные силы Испании.
Перед началом гражданской войны ВВС Испании состояли из трех эскадрилий сухопутной авиации, а также двух эскадрилий и одного отряда гидроавиации общей численностью около 500 самолетов различных иностранных моделей. Из бомбардировщиков имелись французские Potez 54 и бельгийские Бреге Br.19.

## Самолеты
В первые дни гражданской войны республиканские военно-воздушные силы понесли очень большие потери, а самолеты, которые были закуплены во Франции в июле и августе 1936 года (Dewoitine D.37, Potez 54), были достаточно устаревшими. С октября 1936 года республиканцы стали получать современные советские самолеты: в октябре прибыл 31 бомбардировщик СБ-2, а в ноябре — 25 истребителей И-15 и 31 — И-16. Всего из СССР было поставлено свыше 600 самолетов. Все они были приобретены за счет того золота, которое республиканское правительство отправило в СССР. Также продажи патентов и отправка сборочных линий и авиадвигателей из СССР позволили испанским авиационным заводам производить советские самолеты. Наибольшие успехи были достигнуты в производстве И-15. Было произведено несколько сотен самолетов, которые помогали восполнять боевые потери. Кроме технической помощи, СССР прислал в Испанию более семисот своих летчиков и обучил сотни испанских пилотов на своей территории.

## Летчики
Кроме испанских и советских пилотов в республиканской авиации было много добровольцев из других стран. Так, одной из эскадрилий иностранных летчиков-добровольцев, сражавшихся на стороне республики, командовал подполковник авиации
французский писатель Андре Мальро. На стороне республиканцев сражались и летчики из США. Большинство из них прибыли в Испанию от Коммунистической партии США или Социалистической рабочей партии. Однако некоторая часть американских летчиков была просто наемниками, воевавшими ради денег.

## Звания
| (1936-1937) |         |                  |                  |         |          |         |          |      |         |
| General     | Coronel | Teniente coronel | Comandante/mayor | Capitán | Teniente |         | Sargento | Cabo | Soldado |
| (1938-1939) |         |                  |                  |         |          |         |          |      |         |
|             | Coronel | Teniente coronel | Comandante/mayor | Capitán | Teniente | Alférez |          |      |         |

## Техника и вооружение
См. Список самолётов ВВС Испанской республики

## Опознавательные знаки

Опознавательный знак ВВС республиканской Испании
Знак на киль
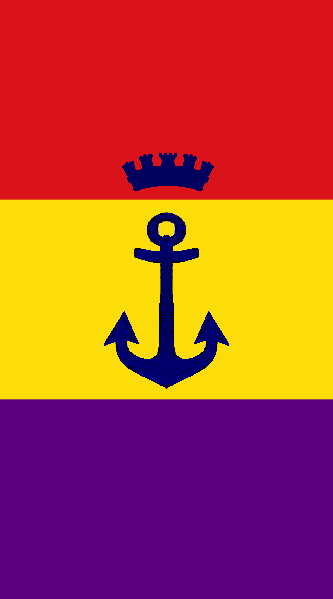
Знак на киль самолётов ВВС республиканского флота (Aeronáutica Naval) в сентябре 1936 года вошедших в состав Республиканской авиаци

### Эволюция опознавательных знаков
| Опознавательный знак | Знак на фюзеляж | Знак на киль | Когда использовался | Порядок нанесения |
| -------------------- | --------------- | ------------ | ------------------- | ----------------- |
|                      |                 |              | 1931 — 1936         |                   |
|                      |                 |              | 1936 — 1939         |                   |